# Декаполис
Декаполис (от старогръцки: Δεκάπολις, „Десет града“) е група от десет автономни града на границата на Римската империя, в югоизточната част на Леванта. Те не са обособена административна единица, а са обединени от високата степен на елинизация в иначе предимно семитския регион. Повечето градове от Декаполиса са на днешната територия на Йордания, само Дамаск и Каната са в Сирия, а Хипос и Скитопол са в Израел.

## Градове
1. Гераса
2. Скитопол
3. Хипос
4. Гадара
5. Пела
6. Филаделфия
7. Капитолия (Дион)
8. Каната
9. Рафана
10. Дамаск